# ОШ „Кнез Лазар” Лазаревац
Основна школа „Кнез Лазар“ је основна школа смештена у Лазаревцу. Почела је са радом 4. септембра 1994. године, чиме је Лазаревац подељен на три школска подручја. Налази се у улици Бранка Радичевића 27.

## Историјат
Изградња школског објекта започета је 1989. године и после пуних пет година рада зграда је предата школи на коришћење. Почела је са радом 4. септембра 1994. године. Објекат није био у потпуности довршен тако да се није користила фискултурна сала, кухиња са трпезаријом, пројекциона сала и библиотека.
Школска зграда има корисну површину од 5.768,52 m² од чега 412,62 m² припадају Основној музичкој школи „Марко Тајчевић“, која се налази под истим кровом. Школи у Лазаревцу су прикључене подручне школе у Лукавици и Стубици са 4 комбинована одељења млађих разреда.
Наставнички и ученички колектив формиран је од наставника и ученика Основне школе „Дуле Караклајић“ и Основне школе„Војислав Вока Савић“. Обе школе су због великог броја деце радиле у веома отежаним условима у три смене. Према договору општинских власти и Министарства просвете ове две школе су новоотвореној Основној школи „Кнез Лазар“ давале комплетна одељења и и одговарајући број извршилаца у настави.
У школи је формирано 52 одељења са укупно 1426 ученика. У колективу је било запослено 102 радника. 

## Име школе
Школа носи име српског кнеза косовског великомученика Лазара Хребељановића.

## Школа данас
Васпитно-образовни процес се остварује у објекту матичне школе у Лазаревцу док се у подручним одељењима Стубици и Лукавици, од 2013/2014. школске године не остварује образвоно- васпитна делатност због недовољног броја ученика.
И старији и млађи разреди раде само у преподневној смени, а у поподневној смени раде одељења продуженог боравка у првом и другом разреду и 6 група продуженог боравка . У супротној смени у старијим разредима организује се изборна настава и друге образовно васпитне активности које доприносе реализацији обавезне наставе.
Школска библиотека поседује фонд од око 13.000 књига.
Школа је опремљена најсавременијим системом за надзор, док је школски полицајац увек присутан док траје настава.
У школи се организују едукативне „Кнезове радионице“. Пратећи тенденцију осавремењавања, органозован је низ дечјих радионица, чији је главни циљ да подстакну креативно учење код деце и лакши прелазак из вртића у школске клупе, али и да се деца лакше социјализују.